# Gheorghe Simionov
Gheorghe Simionov, född den 4 juni 1950 i Caraorman, Rumänien, är en rumänsk kanotist.
Han tog OS-silver i C-2 1000 meter i samband med de olympiska kanottävlingarna 1976 i Montréal.